# Ty la tigre della Tasmania
Ty la tigre della Tasmania (Ty the Tasmanian Tiger) è un videogioco a piattaforme per PlayStation 2, GameCube e Xbox, sviluppato dalla Krome Studios e commercializzato dalla Electronic Arts, che si basa su Ty, una tigre della Tasmania che deve salvare l'Australia dall'antagonista Boss Cass. Dal 2002, anno in cui fu pubblicato il gioco, Ty divenne il personaggio rappresentativo della Krome Studios. Nel 2016 è stata realizzata una conversione per Microsoft Windows, distribuita tramite Steam. Nel 2020 invece è uscita una versione per Nintendo Switch tramite Nintendo eShop, per PlayStation 4 tramite PlayStation Network e per Xbox One tramite Xbox Live.

## Trama
Diversi anni fa, ci fu una battaglia tra le tigri della Tasmania e il crudele Boss Cass, che vuole conquistare cinque mistici talismani per invadere l'Australia. Boss Cass si impadronì dei talismani e catturò le tigri, ma, una di loro (il padre di Ty) riuscì a far disperdere i talismani prima di essere catturato. Di seguito, una famiglia di Macrotis lagotis adottò Ty dopo la cattura dei suoi genitori. Qualche anno dopo, egli incontra un Bunyip che lo informa dicendogli ciò che fece suo padre con le altre tigri e che Boss Cass sta tornando per impossessarsi dei talismani, perciò Ty decide di mettersi in viaggio e fermarlo. Tuttavia Boss Cass manda un suo scagnozzo a fermarlo, una tigre della Tasmania chiamata Sly. Ty e Sly si incontreranno frequentemente e dovranno battersi in numerosi scontri affrontarlo.
Col proseguire della sua avventura, Ty incontrerà un gran numero di alleati e sarà costretto ad imbattersi in vari scagnozzi di Cass; e dopo aver raccolto un certo numero di uova del tuono, Ty raggiungerà il livello finale: la tana di Boss Cass, in cui incontrerà nuovamente Sly. Vincendo lo scontro, il protagonista salva il suo rivale prima che possa cadere nella lava. A questo punto lo scagnozzo di Cass fugge via giurando vendetta. Infine Ty si ritrova faccia a faccia con un gigantesco robot di Boss Cass, quando improvvisamente compare Sly che dona a Ty un Boomerang opponendosi al suo capo Cass per poi scomparire; la tigre della Tasmania allora utilizza il Boomerang donatogli da Sly per fermare il crudele antagonista. Dopo essere riuscito nell'intento, l'Australia è finalmente salva grazie a Ty, che ritrova la sua famiglia.

## Modalità di gioco
Il personaggio principale è Ty, che deve raccogliere 72 uova del tuono per alimentare la macchina del talismano, ovvero un teletrasporto che condurrà il protagonista ai cinque talismani che bisogna raccogliere durante il gioco.
L'obiettivo del videogioco è di raccogliere un certo numero di uova del tuono per sbloccare un nuovo livello; è anche possibile sbloccare delle sfide a tempo, sbloccabili salvando cinque Macrotis lagotis, animali che adottarono Ty quando l'antagonista, Boss Cass, cercò di impadronirsi dei cinque talismani per invadere l'Australia.
Il giocatore ha un certo numero di vite che, se le perde tutte quando viene colpito da un nemico o da uno degli avversari presenti nel gioco, comparirà la scritta Game Over, e il giocatore può scegliere se continuare il livello, oppure no.
Ty ha l'abilità di attaccare con il Boomerang, oppure mordendo gli avversari. Esistono molti tipi di Boomerang, in totale dodici che si possono comprare da Julius (un Koala) in cambio di alcuni ingranaggi d'oro sparsi in ogni livello, essi sono boomerang, acquarang, gelorang, fiammarang, zappyrang, zoomerang, multirang, infrarang, megarang, kaboomerang, cronorang e destinorang.
Oltre a queste abilità appena elencate, Il noto protagonista, Ty, può nuotare sott'acqua e, in alcuni livelli (come il terzo), si guadagna l'abilità e il potere di saper nuotare il modo più efficiente, e anche velocemente.

## Doppiaggio
Doppiatori italiani:
- Luca Bottale: Ty
- Ciro Imparato: Nandu-Kili, Ranger Ken
- Riccardo Rovatti: Boss Cass, Wedgewoos
- Stefano Albertini: Maurie
- Aldo Stella: Julius
- Marco Pagani: Rex
- Elisabetta Cesone: Aurora
- Paolo Torrisi: Dennis, Boonie
- Elisabetta Cesone: Sheila, Shadow
- Giuseppe Calvetti: Sly
- Daniele Demma: Lenny

## Accoglienza
| Testata                          | Versione | Giudizio |
| -------------------------------- | -------- | -------- |
| Metacritic (media al 24-05-2020) | GC       | 69/100   |
| Metacritic (media al 24-05-2020) | PS2      | 70/100   |
| Metacritic (media al 24-05-2020) | Xbox     | 68/100   |
| GameSpot                         | GC       | 7.5/10   |
| GameSpot                         | PS2      | 7.5/10   |
| GameSpot                         | Xbox     | 7.5/10   |
| IGN                              | GC       | 6.8/10   |
| IGN                              | PS2      | 7.9/10   |
| IGN                              | Xbox     | 7.8/10   |
| Eurogamer                        | PS2      | 5/10     |

Il gioco ha ricevuto giudizi generalmente positivi da parte della critica, parte dei quali elogiarono il gameplay e la grafica.

## Media

### Merchandising
Poco dopo l'uscita del videogioco, vennero pubblicati oggetti di merchandising. Tra essi figurano delle raccolte CD delle colonne sonore presenti nei livelli del gioco, commercializzate inizialmente in Australia e Nord America, di seguito anche in Europa in poche copie. Di seguito vennero prodotte per un periodo limitato anche delle action figures dedicate al personaggio principale in esclusiva per il mercato australiano, insieme a delle spille e Beer Kozzie (porta birra).

### Serie animata
Nel 2004 (anno in cui fu pubblicato il seguito), la Krome Studios, insieme alla Film Roman, decise di produrre una serie animata basata sul videogioco. Il progetto venne annullato pochi mesi dopo.

## Seguiti
La Krome Studios commercializzò due sequel del gioco. Il primo, intitolato Ty la tigre della Tasmania 2: La banda del boomerang, fu pubblicato nell'anno 2004, e ricevette recensioni positive per gli aspetti grafici migliori rispetto al precedente videogioco. Nel 2005 fu poi sviluppato un terzo capitolo chiamato Ty The Tasmanian Tiger 3: Night of the Quintank, che nonostante le recensioni positive su tutte le piattaforme fu commercializzato solo in Australia, Giappone e Nord America. Nel 2015 è uscito Ty the Tasmanian Tiger 4, esclusivamente per Microsoft Windows, caratterizzato da una grafica bidimensionale.
Di seguito venne distribuito anche un omonimo gioco per Facebook, in cui è possibile liberamente vestire Ty e altri personaggi con vari abbigliamenti differenti che vengono proposti. Un secondo titolo minore, Ty the Tasmanian Tiger: Boomerang Blast, fu pubblicato per iOS in cui Ty deve colpire con i suoi Boomerang ogni nemico che gli appare davanti.